# بيتاني (كيبك)
بيتاني (بالإنجليزية: Béthanie, Quebec) هي بلدية محلية في كيبيك تقع في كندا في أكتون فال ‏.[بحاجة لمصدر] يقدر عدد سكانها بـ 314 نسمة ومساحتها 47.00 كم2 .